# 国林风图书中心
国林风图书中心位于中国北京市海淀区海淀西大街36号海淀图书城昊海楼B1楼，是一家私营书店。

## 简介
国林风图书中心成立于1997年。由国风集团欧阳旭投资兴建。国林风图书中心开业后，经过三年努力，2000年底初步达到收支平衡。该店开业之初，是北京市规模最大的民营精品图书超市，面积1700平方米，常备3万种人文及社会科学图书。店内配有开放式电脑书目查询系统，环绕立体声音响。